# P.O.D.
P.O.D. (Payable On Death) je americká alternativně metalová skupina, která byla založena roku 1992. Kapela se skládá ze zpěváka Sonnyho Sandovala, bubeníka Wuva Bernarda, kytaristy Marcose Curiela a baskytaristy Traa Danielse.
Málokdo o kapele ví, že jeho členové jsou křesťané a spojili se za účelem vydělat peníze na lečbu zpěvákovy matky.
Skupina již vydala sedm studiových alb a prodala po celém světě více než devět milionů cédéček. Také obdržela šest nominací na cenu Grammy a členové vytvořili několik soundtracků. Jejich třetí studiové album The Fundamental Elements of Southtown odstartovalo největší dobu slávy této kapely, přičemž se toto se CD stalo v USA platinové. Následující album, Satellite, bylo ještě úspěšnější a pochází z něj největší singly této kapely, Alive a Youth of the Nation. CD se velmi dobře prodávalo a v USA se stalo třikrát platinové. Po tomto CD se skupina odvrátila od svého dřívějšího hudebního stylu (rap metalu, nu-metalu) a přiklonila se více k melodičtějšímu alternative metalu.

## Studiová alba
- Snuff the Punk (1994)
- Brown (1996)
- The Fundamental Elements of Southtown (1999)
- Satellite (2001)
- Payable on Death (2003)
- Testify (2006)
- When Angels & Serpents Dance (2008)
- Murdered Love (2012)
- SoCal Sessions (2014) - Kompilační album obsahující akustické remaky starších písní
- The Awakening (2015)
- Circles (2018)
- VERITAS (2024)